# Celebrante de casamento

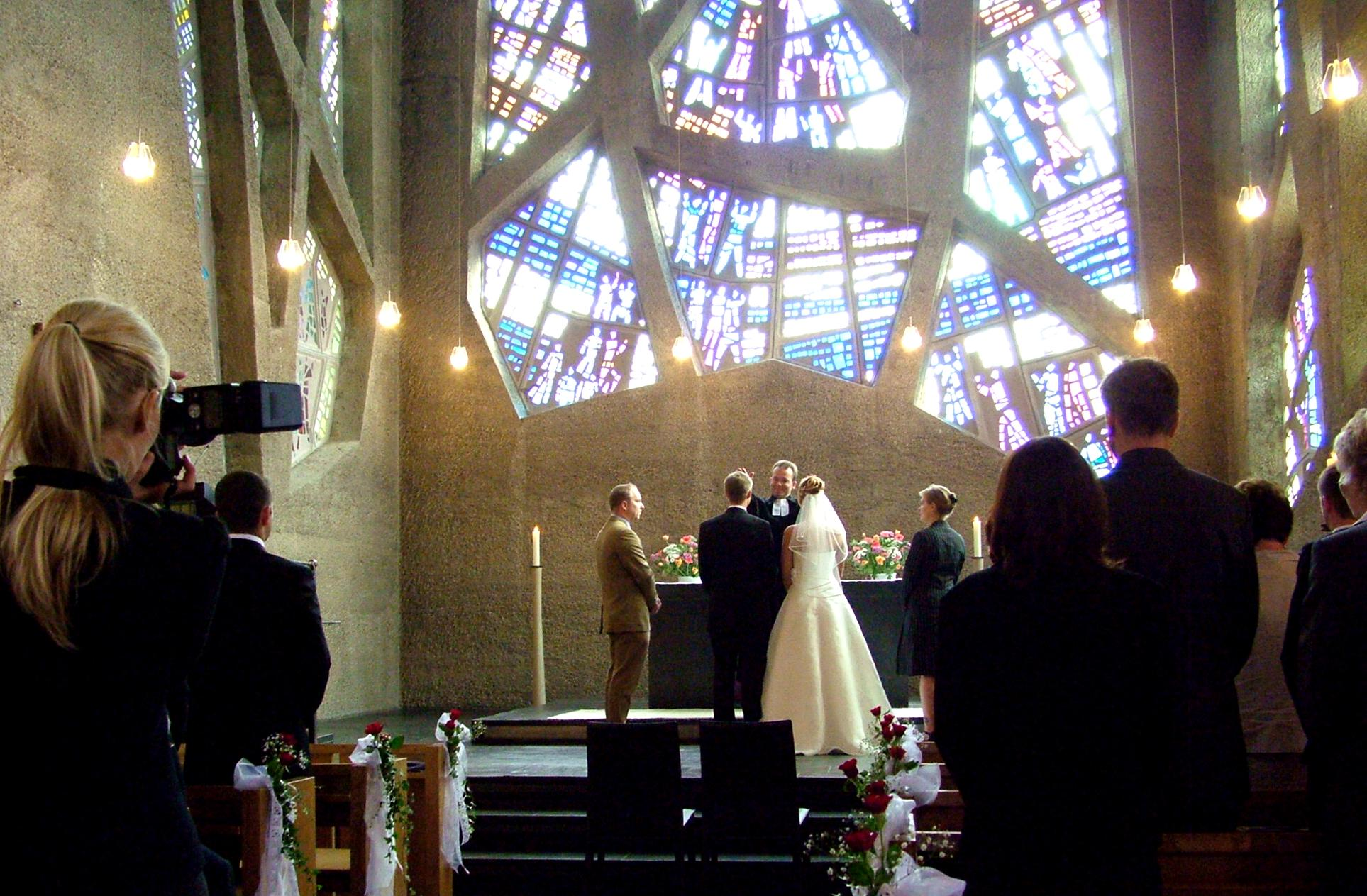
Cerimônia de casamento em uma igreja

Celebrante de Casamento é o profissional que celebra casamentos com ou sem conotação religiosa, para pessoas das diversas religiões ou mesmo para quem não pertença a nenhuma instituição religiosa.
O Celebrante faz a cerimônia de forma personalizada, de acordo com o perfil dos noivos, podendo dar a ela um viés mais religioso, ou mais neutro, falando apenas de amor, companheirismo, romantismo e etc.
O público que geralmente procura os serviços do celebrante de casamento são noivos de religiões diferentes, noivos que não possuem nenhuma religião específica, noivos divorciados/separados e também aquelas pessoas que desejam uma cerimônia personalizada.
Alguns celebrantes podem celebrar o casamento religioso para efeito civil, conforme a lei.